# San Andreas Lake
Der San Andreas Lake ist ein künstlicher See auf 138 Meter über dem Meeresspiegel in der Senkung der San-Andreas-Verwerfung, in der Nähe der Städte Millbrae und San Bruno im San Mateo County, Kalifornien, USA. Er wird vom San Andreas Creek durchflossen und vom abfließenden Wasser eines Einzugsgebietes von elf Quadratkilometern Größe gespeist und hält ein Wasservolumen von 23,469 Mio. Kubikmetern.
Er hat eine Wasserfläche von 220 Hektar, die auf eine größte Länge von 4,8 Kilometern gestreckt ist.
Gaspar de Portolà kam hier am 4. November 1769 kurz vor seiner Entdeckung der Bucht von San Francisco vorbei. Das Tal des San Andreas Creek wurde 1774 von Francisco Palóu als „Cañada de San Andrés“ benannt. Professor Andrew Cowper Lawson von der University of California, Berkeley, der die San-Andreas-Verwerfung in der Umgebung des Sees entdeckte, benannte 1895 die Verwerfung nach dem See. Das ursprüngliche kleinere natürliche Wasserbassin wurde 1875 durch die Errichtung eines Erddammes vergrößert und dient heute als Wasserreservoir und darf daher auch nicht als Badegewässer genutzt werden. Der Damm überstand das San-Francisco-Erdbeben von 1906 ohne Schaden.